# Lebedew (Familienname)
Lebedew oder Lebedev (männliche Form) bzw. Lebedewa oder Lebedeva ist ein russischer Familienname.

## Namensträger
- Alexander Lebedew (Radsportler), russischer Radsportler
- Alexander Alexejewitsch Lebedew (1893–1969), litauisch-russischer Physiker und Hochschullehrer
- Alexander Grigorjewitsch Lebedew (* 1946), russischer Sprinter
- Alexander Ignatjewitsch Lebedew (1830–1898), russischer Maler
- Alexander Iwanowitsch Lebedew (* 1930), russischer Schauspieler
- Alexander Jewgenjewitsch Lebedew (* 1959), russischer Oligarch und Politiker
- Alexander Wiktorowitsch Lebedew (* 1987), russischer Eisschnellläufer
- Alexei Lebedew (Naturbahnrodler) (* 1982), russischer Naturbahnrodler
- Alexei Konstantinowitsch Lebedew (1924–1993), russischer Tubist und Komponist
- Andrei Lebedew (* 1991), belarussischer Fußballspieler, siehe Andrej Lebedseu
- Anna Lebedewa (* 1981), kasachische Biathletin
- Anna Petrowna Ostroumowa-Lebedewa (1871–1955), russische Grafikerin
- Denis Alexandrowitsch Lebedew (* 1979), russischer Profiboxer
- Evgeny Lebedev (* 1980), russisch-britischer Geschäftsmann und Mitglied des House of Lords
- Galina Anatoljewna Lebedewa (* 1963), sowjetische Volleyballspielerin
- Galina Jewgenjewna Lebedewa  (1935–2021), sowjetisch-russische Byzantinistin und Hochschullehrerin
- Galina Michailowna Lebedewa (Schauspielerin) (* 1949), russische Schauspielerin
- Galina Michailowna Lebedewa (* 1976), belarussische Trampolinturnerin, siehe Halina Lebedsewa
- Gennadi Fjodorowitsch Lebedew (1940–2014), sowjetischer Radrennfahrer
- Gerassim Stepanowitsch Lebedew (1749–1817), russischer Abenteurer und Indologe
- Igor Wladimirowitsch Lebedew (* 1972), russischer Politiker
- Irina Wladimirowna Lebedewa (* 1956), sowjetisch-russische Kunstwissenschaftlerin
- Jekatherina Lebedewa (* 1961), deutsch-russische Übersetzungswissenschaftlerin und Literaturübersetzerin
- Jewgeni Andrejewitsch Lebedew (* 1981), russischer Sprinter
- Juri Wassiljewitsch Lebedew (* 1951), russischer Eishockeyspieler
- Klawdi Wassiljewitsch Lebedew (1852–1916), russischer Maler
- Leonid Leonidowitsch Lebedew (* 1956), russischer Unternehmer und Filmproduzent
- Marek Lebedev (* 1977), israelischer Eishockeyspieler
- Marina Lebedewa (* 1985), kasachische Biathletin
- Mark Lebedew (* 1967), australischer Volleyballtrainer
- Melchisedek Wasilij Lebedew (1927–2016), russischer Bischof
- Michail Iwanowitsch Lebedew (1811–1837), russischer Maler
- Mikhail Lebedev (* 1989), belarussischer Biathlet
- Natalja Borissowna Lebedewa (* 1964), sowjetische Eiskunstläuferin
- Natalja Sergejewna Lebedewa (* 1939), sowjetische Historikerin
- Natalja Wassiljewna Lebedewa (* 1949), sowjetische Hürdenläuferin
- Nikolai Andrejewitsch Lebedew (1919–1982), sowjetischer Mathematiker
- Nikolai Iwanowitsch Lebedew (1897–1989), sowjetischer Regisseur und Drehbuchautor
- Nikolai Michailowitsch Lebedew (1906–1977), sowjetischer Schauspieler
- Nikolai Sergejewitsch Lebedew (1921–2022), russischer Schauspieler
- Nikolai Igorewitsch Lebedew (1966-), russischer Filmregisseur
- Oleg Anatoljewitsch Lebedew (* 1957), russischer Wirbeltier-Paläontologe
- Olga Sergejewna Lebedewa (1854–20. Jahrhundert), russische Orientalistin und Übersetzerin
- Oxana Lebedew (* 1987), kasachisch-deutsche Tänzerin
- Platon Leonidowitsch Lebedew (* 1956), russischer Unternehmer
- Pawel Andrejewitsch Lebedew (* 1982), russischer Eiskunstläufer
- Pawel Pawlowitsch Lebedew (1872–1933), russisch-sowjetischer Offizier
- Pawel Iwanowitsch Lebedew-Poljanski (1882–1948), sowjetischer Literaturkritiker
- Pawel Sergejewitsch Lebedew-Lastotschkin, russischer Unternehmer und Forschungsreisender
- Pjotr Nikolajewitsch Lebedew (1866–1912), russischer Physiker
- Sarra Dmitrijewna Lebedewa (1892–1967), russische Bildhauerin und Hochschullehrerin
- Sergei Alexejewitsch Lebedew (1902–1974), sowjetischer Elektrotechniker und Computerpionier
- Sergei Nikolajewitsch Lebedew (* 1948), russischer Politiker
- Sergei Sergejewitsch Lebedew (* 1981), russischer Journalist und Autor
- Sergei Wassiljewitsch Lebedew (1874–1934), russischer Chemiker
- Sofja Sergejewna Lebedewa (* 1993), russische Schauspielerin
- Tamara Lebedewa (* 1938), russische Chemikerin und Buchautorin
- Tatjana Lebedewa (Skirennläuferin) (* 1973), russische Skiläuferin
- Tatjana Romanowna Lebedewa (* 1976), russische Leichtathletin
- Walentin Jakowlewitsch Lebedew (1923–2008), russischer Generaloberst
- Walentin Witaljewitsch Lebedew (* 1942), sowjetisch-russischer Kosmonaut
- Wassili Lebedew (1867–1907), russischer klassischer Gitarrist
- Wassili Iwanowitsch Lebedew-Kumatsch (1898–1949), sowjetischer Liederdichter, Satiriker und Autor von Film-Drehbüchern
- Wiktor Dmitrijewitsch Lebedew (1917–1978), russischer Komponist
- Wiktor Nikolajewitsch Lebedew (* 1988 oder 1989), russischer Ringer
- Wjatscheslaw Iwanowitsch Lebedew (1930–2010), russischer Mathematiker
- Wjatscheslaw Michailowitsch Lebedew (1943–2024), russischer Jurist
- Wladimir Alexandrowitsch Lebedew (1881–1947), russischer Pilot, Flugingenieur und Industrieller
- Wladimir Nikolajewitsch Lebedew (* 1984), russischer Freestyle-Skier
- Wladimir Swjatoslawowitsch Lebedew (* 19??), russischer Zoologe
- Wladimir Wassiljewitsch Lebedew (1891–1967), russischer Maler